# Lancelin (hrabia Klettgau)
Lancelin (niem. Lanzelin), (także Kancelin, niem. Kanzelin, lub Landold) (ur. ok. 940, zm. 981/991) - średniowieczny feudał, hrabia Altenburga, Klettgau, Turgowii i książę Muri, jeden z protoplastów dynastii Habsburgów. Był synem Guntrama Bogatego, hrabiego Bryzgowii. Poślubił hrabinę Nelleburga Luitgartę, córkę hrabiego Turgowii Eberharta III.
Miał co najmniej czterech synów:
- Werner I, biskup Strasburga 1002–1028 (* 975/980; † 28 października 1028 w Konstantynopolu)
- Radbot, hrabia Klettgau (* ok. 985, † 30 czerwca przed 1045), zbudował zamek Habsburg w Argowii, wraz z żoną, Itą von Lothringen ufundował klasztor w Muri;
- Rudolf I von Habsburg, także Rudolf von Altenburg (* 985/990; † ok. 1063, przed 1 marca 1064)
- Lancelin II, także Landolt II, namiestnik Reichenau; ożeniony z Berthą von Büren († 28 października 1027)